# 릭 칼라일

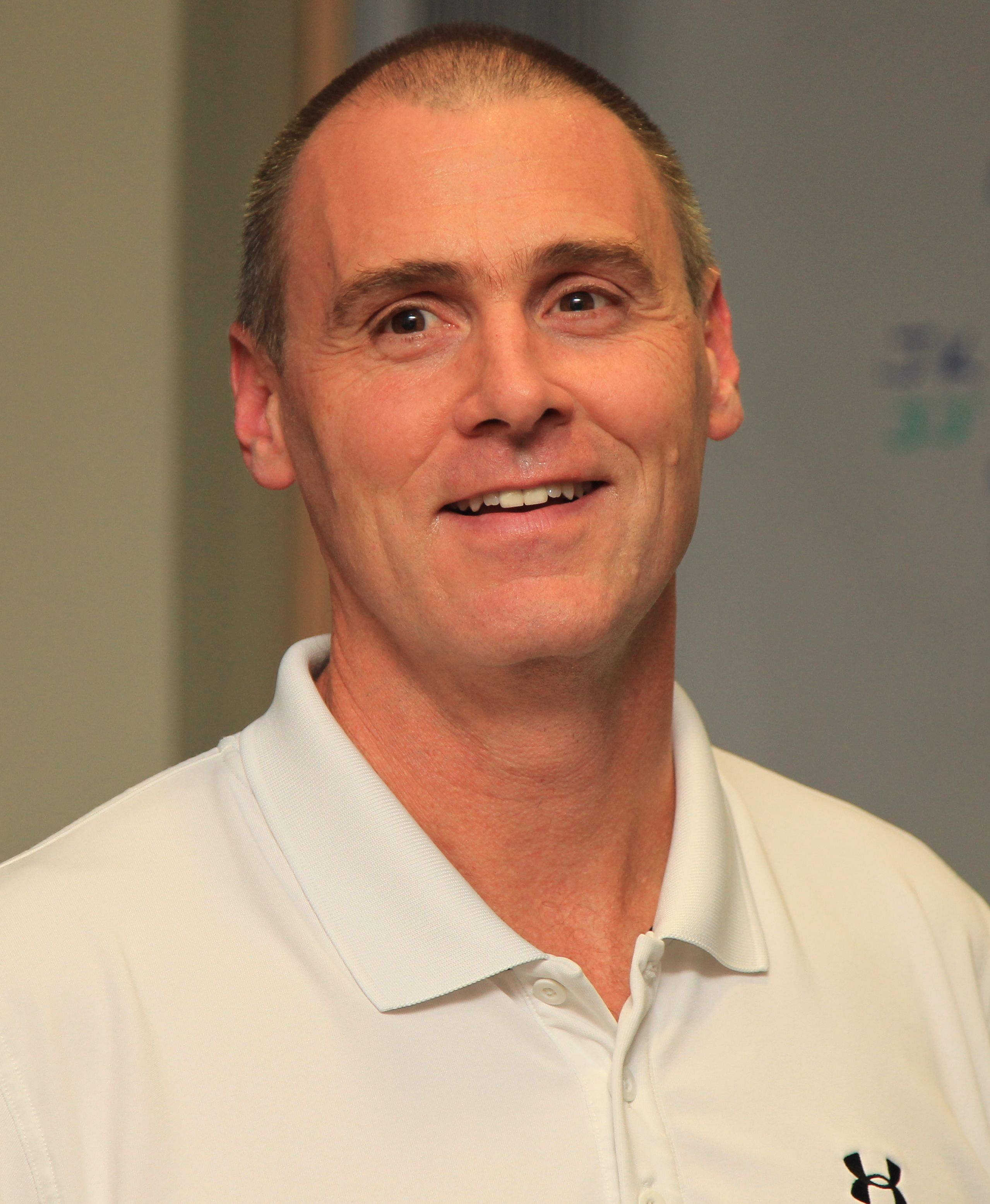

릭 칼라일(Rick Carlisle, 본명: Richard Preston Carlisle, /ˈkɑːrlaˈl/ KAR-lyle, 1959년 10월 27일 ~ )은 미국 농구 코치이자 NBA(전미 농구 협회) 인디애나 페이서스의 수석 코치인 전직 선수이다. 그는 이전에 미국 농구 협회(NBA)의 디트로이트 피스톤스와 댈러스 매버릭스의 감독을 역임했다. 선수로서 칼라일은 보스턴 셀틱스, 뉴욕 닉스, 뉴저지 네츠에서 뛰었다. 그는 선수와 코치로서 NBA 챔피언십에서 우승한 단 11명 중 한 명이다.

## 경력
선수 경력
- 1984~1987: 보스턴 셀틱스
- 1987: 올버니 패트룬스
- 1987~1988: 뉴욕 닉스
- 1989: 뉴저지 네츠

코치 경력
- 1989–1994: 뉴저지 네츠 (어시스턴트)
- 1994-1997: 포틀랜드 트레일블레이저스(어시스턴트)
- 1997~2000: 인디애나 페이서스(어시스턴트)
- 2001~2003: 디트로이트 피스톤스
- 2003~2007: 인디애나 페이서스
- 2008~2021: 댈러스 매버릭스
- 2021년~현재: 인디애나 페이서스